# Sivagiri (ort i Indien, Tirunelveli Kattabo)
Sivagiri är en ort i Indien.   Den ligger i distriktet Tirunelveli Kattabo och delstaten Tamil Nadu, i den södra delen av landet, 2 100 km söder om huvudstaden New Delhi. Sivagiri ligger 175 meter över havet och antalet invånare är 20 772.
Terrängen runt Sivagiri är platt åt sydost, men åt nordväst är den kuperad. Runt Sivagiri är det tätbefolkat, med 343 invånare per kvadratkilometer. Närmaste större samhälle är Rajapalaiyam, 18,2 km nordost om Sivagiri. Omgivningarna runt Sivagiri är en mosaik av jordbruksmark och naturlig växtlighet.